# Artur Pavelka
Artur Pavelka (28. září 1875 Starý Jičín – 14. března 1958 Olomouc) byl český a československý politik a meziválečný senátor Národního shromáždění ČSR za Československou stranu lidovou.

## Biografie
Odmaturoval na střední škole v Uherském Hradišti. Poté nastoupil prezenční službu u pěšího pluku č. 3 v Kroměříži. V armádě dosáhl hodnosti poručíka v záloze. Od roku 1899 pracoval jako železniční úředník. Za 1. světové války byl přeložen na ředitelství státních drah do Vídně (měl na starosti trať Vídeň-Krakov-Varšava). Roku 1919 přešel do Olomouce, kde se stal vrchním inspektorem Československých státních drah. Od roku 1919 byl členem a funkcionářem ČSL, předseda odborového svazu lidoveckých železničářů. Osobní přítel a spolupracovník olomouckého arcibiskupa Antonína Cyrila Stojana. Otec deseti dětí. Jeho syn Artur Ludvík Pavelka byl později knězem, dominikánem, fyzikem a filozofem, který se v době pražského jara podílel na programu ČSL.
V parlamentních volbách v roce 1925 získal za Československou stranu lidovou senátorské křeslo v Národním shromáždění. Mandát obhájil v parlamentních volbách v roce 1929. V senátu setrval do roku 1935.
Povoláním byl vrchním inspektorem státních drah, bytem v Olomouci.